# Districte de Yiling

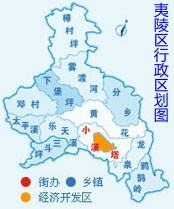

El districte de Yiling (en xinès: 夷陵区) és un districte de la ciutat-prefectura de Yichang, en la província de Hubei, República Popular de la Xina. Creat el juliol de 2001, el districte inclou la major part de l'antic Comtat de Yichang, amb l'excepció del ciutat central de Yichang (que forma el Districte de Xiling) i certs barris del sud i l'oest.

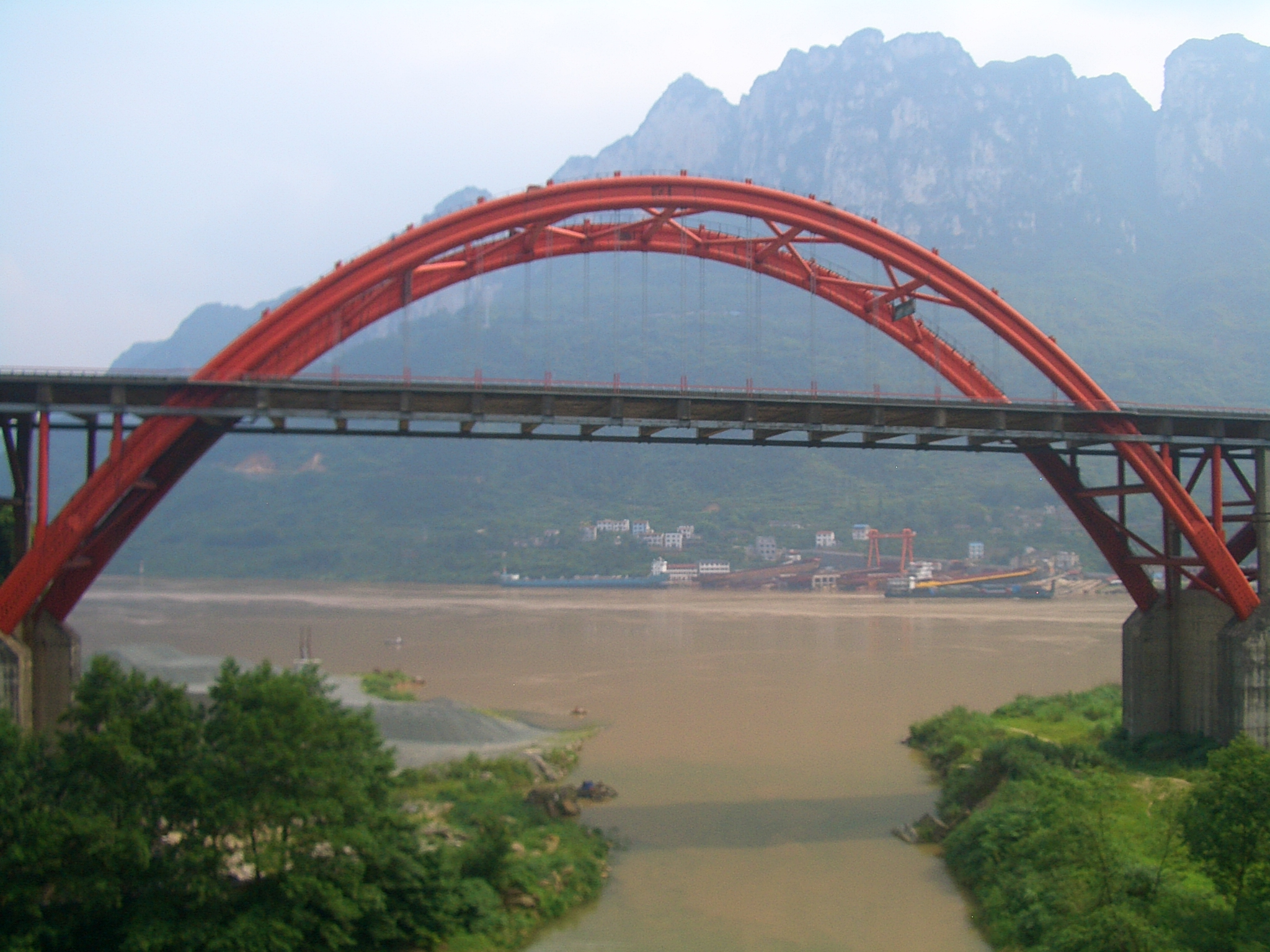
Una drassana en el costat sud de Changjiang (en la ciutat de Sandouping) vist des del poble de Liantuo (a la ciutat de Letianxi)

L'àrea de terra del districte de Yiling District és de 3424 km quadrats, amb una població de 510.000 (en 2004).

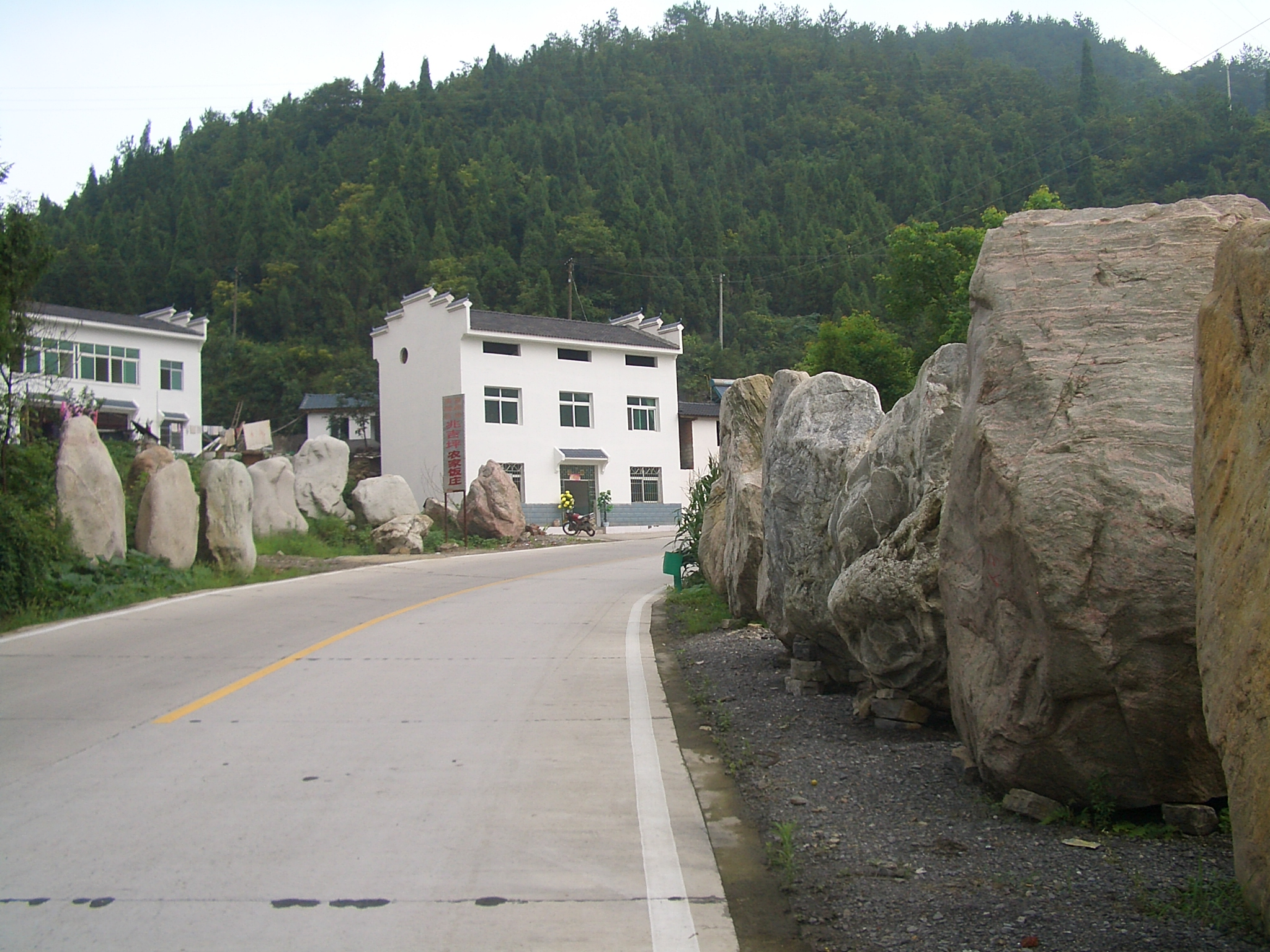
Un poble pedrera

El districte és dividit en 8 ciutats, 3 municipis, i 1 "localitat" (jiedao):
- Jiedao de Xiaoxita (小溪塔街道)
- Ciutat de Zhangcunping (樟村坪镇)
- Ciutat de Wudu (xinès) (雾渡河镇)
- Ciutat de Taipingxi(xinès) (太平溪镇)
- Ciutat de Sandouping (xinès) (三斗坪镇)
- Ciutat de Letianxi (xinès) (乐天溪镇)
- Ciutat de Fenxiang (xinès) (分乡镇)
- Ciutat de Longquan (xinès) (龙泉镇)
- Ciutat de Yaqueling (xinès) (鸦鹊岭镇)
- Municipi de Xiabaoping (xinès) (下堡坪乡)
- Municipi de Huanghua (xinès) (黄花乡)
- Municipi de Dengcun (xinès) (邓村乡)

La seu governamental del districte és a la perifèria nord de la zona urbana de Yichang.
Tant la Presa Gezhouba com la Presa de les Tres Gorges es troben dins del districte.
El Pont de Xiling travessa el Changjiang (riu Iang-Tsé) en la part occidental del districte de Yiling, que connecta les ciutats de Letianxi i Sandouping en els costats nord i sud del riu. Per afegir confusió, el Pont de Yiling no és dins el districte de Yiling, més aviat, que connecta el centre de la ciutat del districte de Xiling amb el sud del riu del districte de Dianjun.